# Mauricio Kagel
Mauricio Raúl Kagel (Buenos Aires, Argentina, 24 de diciembre de 1931 - Colonia,  Alemania, 18 de septiembre de 2008) fue un compositor, director de orquesta y escenógrafo argentino. Discípulo de Alberto Ginastera y Juan Carlos Paz, integró la Agrupación Nueva Música y en la década de 1960 formó parte de la segunda generación de compositores de Darmstadt, donde se consagró a nivel internacional.  Residente en Colonia desde 1957, Kagel es autor de composiciones para orquesta, voz, piano y orquesta de cámara, de numerosos obras escénicas, de diecisiete películas y once piezas radiofónicas.
Es considerado como uno de los más relevantes compositores postseriales y de música electrónica de finales del siglo XX. Se le relaciona principalmente con el teatro instrumental, usando un lenguaje de corte neodadaísta, renovando el material sonoro, empleando instrumentos inusuales y material electroacústico y explorando los recursos dramáticos del lenguaje musical —tanto en sus piezas radiofónicas, películas y obras electroacústicas como en sus recreaciones de formas antiguas. Kagel destaca por su elaborada imaginación, su extraño humor y su habilidad para hacer música con casi cualquier idea o sistema, lo que le ha permitido montar poderosos y sorprendentes dramas en el escenario y en la sala de conciertos. 

## Biografía

### Los años en Argentina
Mauricio Kagel nace en Buenos Aires el 24 de diciembre de 1931, en el seno de una familia argentino-judía. Sigue estudios en academias privadas de música —piano, violonchelo, órgano, canto, dirección y teoría— ya que, al igual que Giuseppe Verdi, no aprobó su examen de ingreso al Conservatorio (fue alumno privado de Alberto Ginastera). Se forma en los principios dodecafónicos y seriales de Arnold Schönberg y Anton Webern. En 1949, a los 18 años, será consejero artístico de la «Agrupación Nueva Música», que había fundado Juan Carlos Paz.

Escuchar música contemporánea, interpretarla, organizar y administrar, todo esto me resultaba habitual ya antes de venir a Europa.
Kagel

Colabora con la Cinemateca Argentina, que ayuda a fundar en 1950, y escribe para la revista «Nueva Visión» sobre fotografía y cine, siendo testimonio de su interés interdisciplinario. (Kagel compondrá en 1983 la música para una de las obras maestras del cine mudo surrealista, «Le chien andalou» (Un perro andaluz), de Luis Buñuel y Salvador Dalí.) Sobre su relación con el cine manifestará:

«He hecho un total de diecinueve películas como director. El cine es una forma de ópera moderna, y yo compongo al mismo tiempo visual y musicalmente.»
Kagel

En la Universidad de Buenos Aires cursa las carreras de Historia de la Literatura y de Filosofía, y de 1955 a 1957, es director del departamento de Realizaciones Culturales. En 1955 es nombrado maestro preparador y director de estudios y de coro de la Opera de Cámara del Teatro Colón. Comienza a componer sus primeras piezas instrumentales y electroacústicas e intenta montar un estudio de música electrónica, pero fracasa en su intento (que logrará al poco tiempo Francisco Kröpfl). 
Pierre Boulez, durante una gira por Buenos Aires, examina sus partituras y le sugiere que viaje a Europa. Con una beca «Deustscher Akademischer Austauschdienst» (Servicio Alemán de Intercambio Académico)(DAAD) del gobierno alemán, Kagel llega en 1957 a Colonia, entonces centro neurálgico de la Nueva Música, lugar donde se establece y que no abandonará más. Se integra tanto en la vida musical germana, que John Cage, el otro mago de las paradojas, dirá: 

«El mejor músico europeo que conozco es un argentino, Mauricio Kagel.»
John Cage

### Los años en Alemania
Tras su llegada a Alemania, comienza a dirigir la «Rheinland Chamber Orchestra» en sus programas de música contemporánea y, en 1959, participa en la creación en Colonia del «Kölner Ensemble für Neue Musik». En 1961 es nombrado profesor en el «Kranichsteiner Musikinstitut» de Darmstadt. Trabaja durante un largo periodo de tiempo en la «Westchentichev Rundfunk». En la temporada 1964-65 es «Slee-Profesor» de composición en la Universidad Estatal de Nueva York en Buffalo (USA) y en 1968-69 es nombrado Director de los «Scandinavian courses for new music» de Gotenburgo.
Entre 1969 y 1975, dirige los «Kölner Kurse für Neue Musik» (Cursos de Nueva Música de Colonia), sucediendo a Karlheinz Stockhausen. Desde 1974 ocupa la cátedra (y la desempeñara hasta su retiro en 1997) de Nuevo Teatro Musical, la primera de Europa, creada para él en la Escuela Superior de Música de Colonia («Hochschule für Musik»), adquiriendo sus investigaciones sobre los principios del teatro instrumental estatus académico. 
La obra de Kagel es amplia y variada. A comienzos de los años 1960, el compositor pone el acento en el teatro instrumental, de la que Sur Scène (1959) es la primera manifestación que hará de él una autoridad en la creación musical europea. Luego, sus piezas instrumentales y escénicas se multiplican alternándose con piezas de concepción sinfónica «ouverte»: Hétérophonie y Diaphonies I, II y III. En los años 70s, dirige su trabajo hacia la gran tradición, desmontándola e introduciendo formas de la música de variedades: Bach, Beethoven o Brahms). 
En 1970, Ludwig van viene a subrayar, por la repercusión de su versión cinematográfica rodada para el Año Beethoven, la gran inventiva de Kagel en el género escénico, en una mezcla de concierto, cine y radio. El año siguiente, Staatstheater precede un poco una vuelta a la orquesta sinfónica de las Variationen ohne Fuge. Piezas instrumentales y piezas teatrales continúan imbricándose en esta exploración de sonidos increíbles y de gestos productores de música; de Charakterstück para cuarteto de citaras y Exotica [sic] para instrumentos no europeos (1972) a las dos óperas Die Erschöpfung der Welt (1980) y Aus Deutschland (1981).
Desde los años 80s, Kagel rompe cada vez más las convenciones y los hábitos auditivos, como hace en Rrrrrrr..., conjunto de 41 piezas de 1980-82 y en su Cuarteto de cuerdas nº 3 (1986-87).
Su labor pedagógica incluye seminarios en Siena, Gotemburgo, París y Burdeos, Viena, La Haya y en la Royal Academy of Music de Londres. Es miembro de la Academia de Artes de Berlín y Commandeur de L´Ordre des Arts et des Lettres de la République Française, y ha obtenido innumerables distinciones. Tiene estudiantes de la talla de María de Alvear, Carola Bauckholt o Anne LeBaron entre otras. 

### Música
La Fundación Ernst Siemens, al premiarle, cita como una de las características de su música el empleo de ruidos callejeros, instrumentos renacentistas, ladridos, campanas de iglesias o cacerolas, y todo lo que necesite, para no dejar nada de lado, tal como alguna vez afirmó el propio compositor.
En los primeros trabajos escritos en Buenos Aires Kagel experimenta con la notación, el aspecto visual de la música, y con una inesperada transposición de elementos de un medio a otro. Kagel estaba influido por algunos escritores argentinos que trabajaban con técnicas surrealistas (incluyendo a Borges y Witold Gombrowicz) y por atmósfera general de tango, de erotismo y de rebelión irónica común entre los círculos anti-peronistas. 
Entre sus primeras obras destacan: Variaciones, para cuarteto mixto (1952), Cinco cantos del Génesis, para soprano y piano (1954), Cuatro piezas para piano (1954), Música de giro (obra dividida en cuatro partes: "Fragmento para orquesta", "Estudio para percusión", "Ostinato para conjunto de cámara" y "Ensayo de música concreta", 1954), Drei Klangstudien (1955), Aforismos de Guillaume Apollinaire, para clarinete y piano (1956), Sexteto de cuerda (1957) y Anagrama, para coro recitado, cuatro solistas vocales y orquesta de cámara (1958) (obra que parte de un anagrama latino de Dante Alighieri, cuyo material fonético y ortográfico se transforma del mismo modo que el material musical, de tal modo que crea configuraciones en diversas lenguas derivadas del latín)
Obras importantes del periodo alemán son: Transición I, obra electrónica con cuatro altavoces (1958), basada en la oposición de “capas fijas a capas variables”; Transición II, para piano, percusión y magnetófono (1959), Mare Nostrum (1975), Bestiarium (1976) y MM 51 (1977). 
Casi todas las obras escritas desde los últimos 80s siguen una vía tonal, lo que lleva a que se califiquen como “postmodernas”. Sin embargo, la obsesión de Kagel con la deconstrucción y subversión desde muy pronto hace posible interpretar incluso obras tempranas como conceptualmente “postmodernas,” por sus implacables investigaciones de sistemas existentes e instituciones que permanecen constantes a lo largo de su carrera.

### Distinciones y premios
1965 - Premio de la Fundación Koussevitzky.
1966 - Societa Internazionale Musica Contemporanea por su obra Match.
1968 - Scotoni de Zúrich por su telefilme Hallelujah.
1970 - Karl Sczuka por una pieza radiofónica.
1970 - Adolf Grimme Preis.
1971 - Adolf Grimme Preis.
1972 - Premio del Disco Alemán.
1977 - Premio de la RAI de Venecia por una pieza radiofónica.
1977 - Mitglied der Akademie der Künste in Berlin
1979 - Medalla Mozart, de ciudad de Fráncfort del Meno por la obra El tribuno.
1980 - Karl Sczuka Preis des Süd-West-Funksin Baden-Baden.
1989 - Composer in residence at the Cologne Philharmonic.
1998 - Premio Erasmus de Holanda.
1998 - Ordre des Arts et des Lettres (France), Bundesverdienst Orden, First Class (Germany)
1999 - Premio Ravel.
2000 - Premio Ernst Siemens de la Fundación Siemens.
2005 - Premio Schock, otorgado por un comité de la Real Academia Sueca de Música.
2009 - Premio Konex de Honor de la Fundación Konex (Post mortem).
Se han celebrado conciertos y retrospectivas en su honor en los siguientes festivales: Berlín (1975, 1985, 1990), Metz (1977), Stuttgart (1977, 1986), Paris (1978, 1996), Aix (1981), Minich (1984), Ámsterdam (1985, 1991, 1996), Los Ángeles (1988), Frankfurt (1989), Róterdam, Utrecht y Den Hague (1991), Colonia, Gent, Bruselas y Montreal (1992), Salzburgo (1994), Zürich (1995), Viena (1995) y Buenos Aires (2006).

## Catálogo de obras
| Año       | Obra | Tipo de obra               | Duración |
| --------- | --- | -------------------------- | -------- |
| 1950      | Palimpsestos para coro mixto a capela. | Música coral               |          |
| 1950      | Dos piezas para Orquesta. | Música orquestal           |          |
| 1951-52   | Variaciones para Cuarteto Mixto, para flauta, clarinete, violín y violonchelo | Música de cámara           | 08:00    |
| 1953      | Sexteto de cuerda (rev. 1957) | Música de cámara           | 09:00    |
| 1953-54   | Música para la Torre/Musique de tour, en cuatro partes [1. Para orquesta - 2. Estudio para batería - 3. Ostinato para conjunto de cámara - 4. Ensayo de música concreta]. | Música electroacústica     |          |
| 1954      | 5 Cantos de Génesis para voz y piano. | Música vocal (piano)       |          |
| 1954      | Muertos de Buenos Aires, música para la película del mismo nombre de Alejandro Sanderman. | Música de película         |          |
| 1954      | 4 Piezas para Piano. | Música solista (piano)     |          |
| 1955      | Drei Klangstudien (Three Studies in Sound) | Música electroacústica     |          |
| 1955      | De Ruina Mundis. Cantata para narrador e instrumentos. | Música vocal               |          |
| 1956      | Aforismos de Apollinaire, para clarinete y piano | Música de cámara           |          |
| 1956      | Prelude nº 1 for bandoneon. | Música solista (bandoneón) |          |
| 1957-58   | Anagrama, solistas vocales, coro y conjunto | Música vocal               | 17:00    |
| 1958      | Transición I für elektronische Klänge [Transición I para electrónica]. | Música electrónica         |          |
| 1958-59   | Transición II für Klavier, Schlagzeug und zwei Tonbänder [Transición II, para piano, percusión y electrónica] | Música electrónica         | 20:00    |
| 1959-60   | Sur scène. Kammermusikalisches Theaterstück [Pieza teatral de música de cámara] (hay película de la Danish Television, 1963) | Ópera                      | 45:00    |
| 1959-61   | Heterophonie, para 42 instrumentos solistas obligados | Música orquestal           | 30:00    |
| 1960      | Sonant, for guitar, double bass, harp, and skin instruments | Música orquestal           | 08:00    |
| 1960      | Le Bruit. Invection pour toute sorte de sources sonores et expressions injurieuses (unpubl., unperformed). | Música teatral             |          |
| 1960      | Journal de Thèâtre. Sammlung von Situationen für Instrumente, Darsteller und Requisiten [Diario de teatro. Colección de situaciones para instrumentos, actores y requisitos (incluye Pas de cinq, Camera oscura, Die Himmelsmechanik, Variaktionen y Kommentar und Extempore].                               | Música teatral             |          |
| 1960      | Pandorasbox (Bandoneonpiece) | Música solista (bandoneón) | 12:00    |
| 1961      | Mimetics (Metapièce), para piano. | Música solista (piano)     |          |
| 1961-62   | Improvisation ajoutée. Musik für Orgel (rev. 1968) | Música solista             | 15:00    |
| 1962      | Antithese a) Musik für elektronische und öffentliche Klänge; b) Spiel für einen Darsteller mit elektronischen und öffentlichen Klängen (1962) [Antítesis a) Música para electrónica y sonidos del público; b) Acto para un actor con electrónica y sonidos del público] (hay película de NDR, Hamburg, 1965) | Música electrónica         | 11:00    |
| 1962-64   | Prima vista, für Diapositivbilder und unbestimmte Anzahl von Schallquellen [Prima Vista, para diapositivas e indeterminado número de fuentes sonoras]. | Música teatral             |          |
| 1963      | Sur Scène, película para la Dänisches Fernsehen | Música de película         |          |
| 1963-64   | Phonophonie. Vier Melodramen für zwei Stimmen und andere Schallquellen [Cuatro melodramas para dos voces y otras fuentes sonoras (versión radiofónica 1965) (hay película para Swiss Television DRS (1979)                                                                                                   | Música teatral             | 25:00    |
| 1963-65   | Variationen über Tremens. Szenische Montage eines Tests für zwei Darsteller und Tonbänder [Variaciones sobre Tremens. Montaje escénico de un test para dos actores y tapes] | Música teatral             | 25:00    |
| 1963-65   | Musik aus Tremens für fünf Spieler | Música de cámara           | 20:00    |
| 1964      | Match für drei Spieler (2 violonchelos y percusión) (hay película WDR, 1966) | Música de cámara           | 21:00    |
| 1964      | Diaphonie I, II, III, für Chor und/oder Orchester und Diapositivprojektoren [para coro o orquesta y proyector de diapositivas). | Música coral (orquestal)   |          |
| 1964      | Die Frauen. Szenisches Damenstück für Stimmen und Instrumente [Pieza teatral paradams para voces e instrumentos] (no publicada, no interpretada). | Música teatral             |          |
| 1964      | Composition und Decomposition. Ein Lesestück [Composición y descomposición. Una pieza para lectura.] | Música teatral             |          |
| 1965      | Tremens. Szenische Montage eines Tests für zwei Darsteller und Tonbänder [Tremens. Montaje escénico de un test para dos actores y tapes] | Música teatral             | 45:00    |
| 1965      | Pas de cinq. Wandelszene für fünf Darsteller [Pas de cinq. Escena de paseantes para cinco actores] (hay película para BR (1965) y para Swiss Television DRS, 1978) | Música teatral             | 15:00    |
| 1965      | Die Himmelsmechanik. Komposition mit Bühnenbildern [Composition with stage settings] | Música teatral             | 15:00    |
| 1965      | Camera oscura. Chromatisches Spiel für Lichtquellen und Darsteller [Camera Oscura. Pieza cromática para fuentes lumínicas y actores] | Música teatral             | 14:00    |
| 1965      | Antithese, película para la NDR, Hamburgo. | Música de película         | 19:00    |
| 1965      | Pas de Cinq, película para la BR. | Música de película         |          |
| 1965      | Mirum für tuba. | Música solista (tuba)      |          |
| 1965-66   | Musik für Renaisance-Instrumente. in memoriam Claudio Monteverdi, for 23 players | Música orquestal           | 26:00    |
| 1965-66   | Kammermusik für Renaissance-Instrumente ('Chamber Music for Renaissance Instruments) for 2-22 Spieler | Música orquestal           | 26:00    |
| 1965-67   | Streichquartett I [Cuarteto de cuerda n.º 1] | Música de cámara           | 10:00    |
| 1965-67   | Streichquartett II [Cuarteto de cuerda n.º 2] | Música de cámara           | 10:00    |
| 1966      | Match, película para la WDR. | Música de película         |          |
| 1966-67   | Kommentar und Extempore. Selbstgespräche mit Gesten [Comentario y Extemporaneo. Monólogos con gestos] | Música teatral             | 30:00    |
| 1967      | Montage á Titre de Spectacle [Montaje a título de espectáculo] | Música teatral             |          |
| 1967      | Montage für verschiedene Schallquellen[Montaje para varias fuentes sonoras]. | Música teatral             |          |
| 1967      | Variaktionen für Sänder und Schauspieler. [Variaciones para solistas y actores]. | Música teatral             |          |
| 1967      | Solo, película para la NDR. | Música de película         |          |
| 1967      | Phantasie, für Orgel und obbligati | Música solista (órgano)    | 13:00    |
| 1967-68   | Hallelujah für Stimmen, coro (hay película para WDR/wdf, 1968) | Música vocal               | 40:00    |
| 1967-70   | Staatstheater (Teatro Estatal), ópera experimental | Ópera                      | 100:00   |
| 1968      | Privat für einsame (n) Hörer [Privado, para un oyente solitario]. | Música teatral             |          |
| 1968      | Ornithologia Multiplicata für exotische und einheimische Vögel [Ornithologia Multiplicata para pájaros exóticos y domésticos]. | Música teatral             |          |
| 1968      | Duo, película para la NDR. | Música de película         |          |
| 1968      | Hallelujah, película para la WDR/wdf. | Música de película         |          |
| 1968      | Der Schall für fünf Spieler. | Música de cámara           |          |
| 1968-70   | Acustica. Musik für experimentelle Klangerzeuger, Lautsprecher und zwei bis fünf Spieler [Acústica. Música para productores de sonido experimental, altavoces y de dos a cinco intérpretes] | Música electroacústica     | 60:00    |
| 1969      | Unter Strom für drei Spieler (spanische, elektrische, elektrische Baßgitarre) (hay película Radio Svizzera Italiano (1975) | Música de cámara           | 20:00    |
| 1969      | Ludwig van. Hommage von Beethoven, película para la WDR/wdf. | Música de película         |          |
| 1969      | Synchronstudie für Sänger, Geräuschemacher und Filmprojektion [Estudio de sincronía, para solistas, máquina de ruidos y proyector de película]. | Música teatral             |          |
| 1969      | (Hörspiel) Ein Aufnahmezustand (1. Dosis). (Pieza radiofónica) | Música radiofónica         |          |
| 1969-70   | Atem, für einen Bläser (for one wind player) | Música solista             | 15:00    |
| 1969-70   | Ludwig van. Homage by Beethoven, para conjunto instrumental (hay película para WDR/wdf,1969) | Música orquestal           | 15:00    |
| 1970      | Klangwehr für schreitendes Musikkorps. | Música teatral             |          |
| 1970      | Klanqwehr, banda militar en movimiento. | Música orquestal           |          |
| 1970      | Tactil für drei (hay película para WDR/wdf, 1971) | Música de cámara           | 20:00    |
| 1971      | Probe für ein improvisiertes Kollektiv [Prueba para un colectivo improvisado]. | Música orquestal           |          |
| 1971      | Guten Morgen! Hörspiel aus Werbespots [Pieza de radio de anuncios publicitarios]. | Música radiofónica         |          |
| 1971      | (Hörspiel) Ein Aufnahmezustand (2. und 3. Dosis). (Pieza radiofónica) | Música radiofónica         |          |
| 1971      | Tactil, película para la WDR/wdf | Música de película         | 20:00    |
| 1971-72   | Variationen ohne Fuge [Variaciones sin fuga], for large orchestra on variations and fuge on a theme by Haendel for piano Op. 24 by Johannes Brahms (1861/62) | Música orquestal           | 25:00    |
| 1971-72   | Exótica, für außereuropäische Instrumente [para instrumentos extra-europeos] | Música orquestal           | 50:00    |
| 1971-72   | Programm. Gespräche mit Kammermusik [Programa. Conversaciones con música de cámara, en diez actos] | Música teatral             | 72:00    |
| 1971-73   | Zwei Mann Orchester, for two one-man-orchestras (hay película para SWF, 1973) | Música orquestal           | 60:00    |
| 1972      | Unguis Incarnatus est, für Klavier und... (de la obra Programm, el acto 9) | Música solista (piano)     | 06:00    |
| 1972      | Morceau de concours, für ein oder zwei Trompeter [para una o dos trompetas] | Música solista (trompeta)  | 09:00    |
| 1973      | Zwei-Mann-Orchester, película para la SWF. | Música de película         |          |
| 1973      | Con Voce für drei stumme Spieler [Con Voce, para tres intérpretes mudos] | Música vocal               | 07:00    |
| 1973      | 1898 für Kinderstimmen und Instrumente [1898 para voces infantiles e instrumentos] | Música vocal               | 35:00    |
| 1973-75   | Kantrimiusik. Pastoral für Stimmen und Instrumente (hay película para Radio Svizzera Italiano, 1975) | Música vocal               | 48:00    |
| 1975      | Mare Nostrum. Entdeckung, Befriedung und Konversion des Mittelmeerraumes durch einen Stamm aus Amazonien [Mare Nostrum. Descubrimiento, pacificación y conversión de la región mediterránea por una tribu de la Amazonia], voces e instrumentos.                                                             | Música teatral             |          |
| 1975      | Soundtrack. Ein Film-Hörspiel [Soundtrack. Una película para la radio] | Música radiofónica         |          |
| 1975      | Die Umkehrung Amerikas. Episches Hörspiel [La inversión de América. Pieza de radio épica]. | Música radiofónica         |          |
| 1975      | Unter Strom, película para la Radio Svizzera Italiano | Música de película         | 20:00    |
| 1976      | Kantrimiusik, película para la SWF. | Música de película         |          |
| 1976      | Zählen und Erzählen für Unerwachsene [Contando y recontando, para no-adultos] | Música orquestal           | 45:00    |
| 1976      | Bestiarium. Klangfabeln auf zwei Bühnen [Bestiarium. Cuentos sonoros sobre dos escenas, actores, instrumentos y electrónica] (hay película para WDR, 2000). | Música teatral             |          |
| 1976      | MM 51, A piece or film music for piano (hay película para Swiss Television DRS, 1983) | Música solista (piano)     | 10:00    |
| 1976-77   | Variété. Concert-Spectacle für Artisten und Musiker | Música teatral             | 65:00    |
| 1976-77   | Variété. Konzertsuite für sechs | Música orquestal           | 25:00    |
| 1976-77   | Présentation, für zwei (Bariton and Pianist) | Música vocal (piano)       | 20:00    |
| 1976-77   | Dressur, Schlagzeugtrio für Holzinstrumente (Percussion trio for wooden instruments) (hay película para Swiss Television DRS, 1985) | Música de cámara           |          |
| 1976-78   | Die Erschöpfung der Welt. Szenische Illusion in einem Aufzug [El agotamiento del mundo. Ilusión teatral en un acto] | Música teatral             | 120:00   |
| 1977      | Quatre Degrés (Vier Stufen [I. Dressur. Schlagzeugtrio für Holzinstrumente - II. Présentation für zwei - III. Déménagement (Umzug). Stummes Schauspiel für Bühnenarbeiter - IV. Variété. Konzert-Spectacle für Artisten und Musiker] (pueden interpretarse aisladamente).                                    | Música teatral             |          |
| 1977      | Umzug (Déménagement) ('removal'). Stummes Schauspiel für Bühnenarbeiter (Silent theatre piece for stage workers) | Música teatral             | 15:00    |
| 1977      | An Tasten, Klavieretüde [Estudio para piano] | Música solista (piano)     | 16:00    |
| 1977-78   | Tango alemán, voz, violín, piano y bandoneón | Música vocal               | 11:00    |
| 1977-78   | Die Rhythmusmaschinen. Aktion für Gymnasten, Rhythmusgeneratoren u. Schlagzeug | Música teatral             | 70:00    |
| 1977-78   | Ex-Position [Die Rhythmus-Maschinen. Aktion für Gymnasten, Rhythmusgeneratoren und Schlagzeuger - Chorbuch für Vokalensemble und Tasteninstrumente] (hay película para Radio France, 1978), ópera | Ópera                      | 70:00    |
| 1977-80   | Aus Deutschland. Eine Lieder-Oper. [De Alemania], ópera experimental | Ópera                      | 150:00   |
| 1978      | Ex-Position, película para TV/Le Seuil, París | Música de película         | 55:00    |
| 1978      | Pas de Cinq, película para Schweizer Fernsehen DRS. | Música de película         |          |
| 1978      | Chor–buch, voces e instrumentos | Música vocal               | 03:00    |
| 1978-79   | Zehn Märsche um den Sieg zu verfehlen [10 marchas para perder una batalla] para vientos y percusión (de Der Tribun) | Música orquestal           | 16:00    |
| 1978-79   | Blue's Blue. Eine musikethnologische Rekonstruktion für vier Spieler [Blus azul. Una reconstrucción etnomusicológica para cuatro intérpretes] (hay película para SFB/SWF (1980) y para Swiss Television DRS, 1981)                                                                                           | Música de cámara           | 20:00    |
| 1978-79   | Der Tribun. Hörspiel für einen politischen Redner, Marschklänge und Lautsprecher [El tribuno. Pieza de radio para oradores políticos, sonidos de marcha y altavoces] (drama musical) Premiado por la ciudad de Fráncfort con la Medalla Mozart                                                               | Música radiofónica         | 50:00    |
| 1979      | Vox humana?. Cantata para solo loudspeaker, voces de mujeres y orquesta | Música vocal               | 25:00    |
| 1979      | Klangwölfe, für Geige und Klavier [violín y piano] | Música de cámara           | 11:00    |
| 1979      | Phonophonie, película para Schweizer Fernsehen DRS. | Música de película         |          |
| 1980-81   | Rrrrrrr...: 8 Stücke für Orgel [1. Râga - 2. Rauschpfeifen - 3. Repercussa - 4. Ragtime- Waltz - 5. Rondeña - 6. Ripieno - 7. Rosalie - 8. Rossignol enrhumés] | Música solista (órgano)    | 18:40    |
| 1981      | Finale mit Kammerensemble [para conjunto de cámara] | Música de cámara           | 22:00    |
| 1981      | Mitternachtsstük I-III für Stimmen und Instrumente über drei Fragmente aus den Tagebüchern von Robert Schumann (1828) [Mittemachtstück I-III, para voces e instrumentos sobre tres fragmentos de los diarios de Robert Schumann (1828)] (hay película para Swiss Television DRS 1986/87)                     | Música vocal               | 35:00    |
| 1981      | Blue's Blue, película para Schweizer Fernsehen DRS | Música de película         | 31:00    |
| 1981-82   | Rrrrrrr... [1. Eine Radiophantasie (mit 41 Stücken) - 2. Hörspiel über Eine Radiophantasie für einen Sprecher]. (Cada uno de los apartados de la pieza puede tocarse aisladamente). | Música orquestal           |          |
| 1981-82   | Rrrrrrr... : 6 Schlagzeugduos [1 Railroad Drama - 2. Ranz des Vaches - 3. Rigaudon - 4 Rim Shots & Co. - 5 Ruf - 6 Rutscher] | Música de cámara           | 12:00    |
| 1981-82   | Rrrrrrr... : 5 Jazz-Stücke [1 Rackett - 2. Rrrrrrre-Bop - 3. Reeds - 4. Rhythm-Bone & Brush - 5. Riff] | Música de cámara           | 08:30    |
| 1981-82   | Rrrrrrr... : 7 Stücke für gemischten Chor' [1. Rrrrrrr... - 2. Requiem - 3. Resurrexit Dominus - 4. Rêverie - 5. Rex Tremendae - 6. Romance - 7. Ring Shouts] | Música vocal               | 09:30    |
| 1981-83   | Rrrrrrr...: 11 Stücke für Bläser, Kontrabässe und Schlagzeug [1 Raccontando - 2 Rauschpfeifen - 3 Rejdovák - 4 Register - 5 Réjouissance - 6 Reprisen - 7 Reveille/Retraite - 8 Rhapsodie - 9 Rheinländer - 10 Ritornell 1 - 11 Ritornell 2]                                                                 | Música de cámara           | 12:30    |
| 1981-83   | Szenario für Streicher und Tonband [Escenario para cuerdas y tape]. | Música electroacústica     |          |
| 1981-83   | La Trahison orale (Der mündliche Verrat). Ein Musikepos über den Teufel. [La traición oral. Una épica musical sobre el diablo. Arreglo para pieza de radio] | Música radiofónica         | 75:00    |
| 1981-86   | Aus dem Nachlass. Stücke für Bratsche, Violoncello und Kontrabaß [Piezas para viola, violonchelo y contrabajo] | Música de cámara           | 18:00    |
| 1982      | Fürst Igor, Strawinsky für Baßstimme und Instrumente [Para Igor, Strawinsky para bajo e instrumentos] | Música vocal               | 18:00    |
| 1982      | Fragen. Hörspot [Cuestiones. Escuchando sonidos de mordeduras] | Música teatral             | 15:45    |
| 1983      | Intermezzo für Stimmen und Kammerensemble [Intermezzo para voces y conjunto de cámara] | Música vocal               | 03:00    |
| 1983      | Mm 51, película para Schweizer Fernsehen DRS. | Música de película         |          |
| 1983      | Szenario. Música para «Un chien andalou» (1928, Buñuel-Dalí), película para la Swiss Television DRS) | Música de película         | 14:00    |
| 1983-84   | Zwei Balladen von Guillaume de Machaut Instrumentale Realisation von Mauricio Kagel [1. En amer la douce vie - 2. Dame, de qui toute ma joie vient][Dos baladas de G. de Machaut. realización instrumental de M. Kagel]                                                                                      | Música orquestal           | 08:00    |
| 1984-85   | Trio in drei Sätzen [Trío en tres movimientos] para violín, violonchelo y piano | Música de cámara           | 26:00    |
| 1984      | Der Eid des Hippokrates, piano a tres manos | Música solista (piano)     | 02:30    |
| 1984      | Er. Fernsehspiel über eine Radiophantasie, película para la WDR | Música de película         | 40:00    |
| 1985      | Dressur, película para Schweizer Fernsehen DRS | Música de película         | 35:00    |
| 1985      | Cäcilia: Ausgeplündert. Ein Besuch bei der Heiligen. Hörspiel [Cecilia: Saqueo. Visitando la santa). Radio play] | Música radiofónica         |          |
| 1985      | Sankt-Bach-Passion, für Soli, Chöre und Orchester | Música orquestal           | 100:00   |
| 1985      | Pan für Piccoloflöte und Streichquartett [Pan para flauta de pico y cuarteto de cerda] | Música de cámara           | 05:00    |
| 1985      | Mio Caro Luciano. Tonbandcollage (Tape collage). | Música electroacústica     |          |
| 1985-87   | Tantz-Schul. Ballet d'Action (rev. 2001) | Ballet                     | 70:00    |
| 1986      | Mitternachtsstük IV. Komposition des 4. Satzes für Solostimmen, Sprechchor, Geige und Harmonium - nach einem Fragment aus dem Tagebuch von Robert Schumann (1828) [Mittemachtstück IV, para voces solistas, coro y armonio sobre un fragmento de los diarios de Robert Schumann (1828)].                     | Música vocal               |          |
| 1986      | Old/New. Studie für Solotrompete. | Música solista (trompeta)  |          |
| 1986      | Ein Brief. Konzertszene für Mezzosopran und Orchester [Una carta. Concierto escénico para mezzosoprano y orquesta] | Música teatral             | 09:00    |
| 1986-87   | III. Streichquartett in vier Sätzen [Cuarteto de cuerda n.º 3 en cuatro danzas] | Música de cámara           | 37:00    |
| 1986-87   | Mitternachtsstük, película para Schweizer Fernsehen DRS | Música de película         | 32:00    |
| 1987      | For us: Happy birthday to you!, für 4 Violoncelli (En 1990 arreglo para piccolo/alto flute, clarinete, viola, double bass, mandolina, guitarra, arpa y percusión) | Música de cámara           | 02:15    |
| 1987      | Ce-A-Ge-E für Klavier und Harmonizer. | Música de cámara           |          |
| 1987-88   | Phantasiestück a) für Flöte und Klavier; b) für Flöte und Klavier mit Begleitung [Fantasia. a) para flauta y piano b) para flauta y piano con acompañamiento) | Música de cámara           | 16:00    |
| 1987-88   | Musik für Tastenisnstrumentse und Orchester | Música orquestal           | 26:00    |
| 1988      | Tantz-Schul. Orchestersuite des "Ballet d'action" I-II-II [Tantz-Schul. Suite del Ballet d'action I-II-III]. | Música orquestal           |          |
| 1988      | Quodlibet für eine Frauenstimme und Orchester nach französischen Chansontexten aus dem XV. Jahrhundert [Quodlibet para voz femenina y orquesta sobre una canción francesa del siglo XV] | Música vocal               | 19:30    |
| 1988-89   | Les idées fixes. Rondo for orchestra | Música orquestal           | 22:00    |
| 1988-91   | ...den 24. xii. 1931. Verstümmelte Nachrichten für Bariton und Instrumente [24 XII 1931. Noticias deformadas para barítono e instrumentos] (24 XII 1931, fecha de su nacimiento)) | Música vocal               | 31:00    |
| 1988-94   | Die Stücke der Windrose for salon orchestra [La Rosa de los Vientos, una pieza musical para cada una de las 32 orientaciones] (hasta ahora, Norden, Nordosten, Nordwesten, Osten, Süden, Südsten, Südosten, Südwesten, Western)                                                                              | Música orquestal           | 100:00   |
| 1988-89   | Zwei Akte. a) Grand Duo für Saxophon und Harfe; b) für zwei Darsteller, Saxophon und Harfe [Dos Actos. a) Gran Duo para saxofón y arpa; b) para dos actores, saxofón y arpa] | Música teatral             | 30:00    |
| 1989      | Repertoire película para ZDF | Música de película         | 30:00    |
| 1989      | Fragende Ode für Doppelchor, Bläser und Schlagzeug [Oda interrogadora para doble coro, vientos y percusión] | Música vocal               | 12:00    |
| 1989-90   | Liturgien für Soli, Doppelchor und großes Orchester [Liturgia para voces solistas, doble coro y gran orquesta] | Música vocal               | 26:00    |
| 1990-91   | Opus 1991 (Concert pièce for orchestra) | Música orquestal           | 16:30    |
| 1990-92   | Konzertstück für Pauken und Orchester [Pieza de Concierto para tímpano y orquesta] | Música orquestal           | 19:00    |
| 1992-93   | Passé Composé. KlavieRhapsodie, para piano | Música solista (piano)     | 20:00    |
| 1992-96   | Études I-III, for large orchestra | Música orquestal           | 25:00    |
| 1992-96   | Etudes I-III, for piano | Música solista (piano)     | 30:00    |
| 1993      | IV. Streichquartett in drei Sätzen [Cuarteto de cuerda n.º 4 in tres danzas] | Música de cámara           | 25:00    |
| 1993      | Fanfarren für 4 Trompeten [Fanfarria para cuatro trompetas]. | Música de cámara           |          |
| 1993      | Melodien für carillon | Música solista (carillón)  | 15:00    |
| 1993      | Episoden, Figuren. Solo für Akkordeon | Música solista (acordeón)  | 14:00    |
| 1993-94   | ... nach einer Lektüre von Orwell. Hörspiel in germanischer Metasprache ['...sobre la lectura de Orwell. Pieza de radio en metalenguaje germánico] | Música radiofónica         | 30:00    |
| 1993-94   | Nah und Fern Akustisches Hörstück für Glocken und Trompeten mit Hintergrund [Lejos y cerca. Pieza radiofónica para campanas y trompetas con variados ruidos de fondo]. | Música radiofónica         |          |
| 1993-94   | Interview avec D. pour Monsieur Croche et orchestre - Texte von Claude Debussy) | Música vocal               | 26:00    |
| 1994-95   | Serenade für drei Spieler | Música de cámara           | 22:00    |
| 1994-95   | L'art bruit. Solo für zwei | Música de cámara           | 23:00    |
| 1995      | Schattenklänge. Drei Stücke für Baßklarinette [Sombra de sonidos] | Música solista             | 11:00    |
| 1995-96   | À deux mains. Impromptu' für klavier | Música solista (piano)     | 09:00    |
| 1995-96   | Orchestrion-Straat for chamber ensemble | Música orquestal           | 23:00    |
| 1996      | Eine Brise. Flüchtige Aktion für 111 Radfahrer. Musikalisch angereichertes Sportereignis im Freien [Una brisa. Acción efímera para 111 ciclistas. Musicalmente para enriquecer eventos deportivos al exterior]                                                                                               | Música teatral             | 01:30    |
| 1996      | Auftakte, sechshändig für Klavier und zwei Schlagzeuger [para piano y dos percusionistas] | Música de cámara           | 08:30    |
| 1996-97   | Playback Play. News from the Music Fair Radio Piece | Música radiofónica         | 41:00    |
| 1997-98   | Duodramen für Stimmen und Orchester [Duodrama para soprano, barítono y orquesta]. (estrenado en Bruselas en marzo de 1999). | Música teatral             |          |
| 1998-99   | Schwarzes Madrigal for voices and instruments [Madrigal negro, para coro e instrumentos] | Música vocal               | 23:40    |
| 1999      | Semikolon. Action with gran cassa. | Música teatral             |          |
| 1999-2000 | Burleske for bariton saxophone and chorus. | Música vocal               |          |
| 2000      | Broken Chords, für großes Orchester. | Música orquestal           |          |
| 2000      | Entführung im Konzertsaal. | Música orquestal           |          |
| 2000      | Entführung im Konzertsaal- konzertante Oper, aus diesem extrahiert | Ópera                      |          |
| 2000-01   | Doppelsextett for ensemble. | Música de cámara           |          |
| 2001-02   | Das Konzert for solo flute, harp, percussion and strings. | Música orquestal           |          |
| 2002      | Quirinus Liebeskuss (first perf. Stuttgart, 1 Feb 2002) | Música orquestal           |          |
| 2002      | 2. Trio in einem Satz for Violin, Violoncello and piano [Trio n.º 2]. | Música de cámara           |          |
| 2002      | Der Turm zu Babel. Melodies for a solo voice. | Música vocal               |          |
| 2002      | Andere Gesänge. Intermezzi for soprano et pour l'orchestre. | Música vocal               |          |
| 2002      | Der Turm zu Babel. Melodies for a solo voice. | Música vocal               |          |
| 2005      | Fremde Töne und Widerhall, für großes Orchester. | Música orquestal           |          |
| (s.d.)    | Ragtime, para piano. | Música solista (piano)     |          |

## Discografía
- 1898 for children's voices and instruments, DGG 2543007, re-issued DGG 455 570-2
- Acustica for experimental soundproducers and loudspeakers, DGG 2707059
- A Deux main. Impromptu for piano Winter & Winter, 910 035-2 (Luk Vaes, piano)
- Anagrama for four soli, speaking choir and chamber ensemble, record set Zeitgenössische Musik in der Bundesrepublik Deutschland, vol. 4 (1950-60) DMR 1010-12
- An Tasten. Klavieretüde, Mauricio Kagel 6, Disques Montaigne, MO 782043
- Atem for one wind player, Electrola EMI C 063-28808 (Tarr); FSM 53532 AUL (Lister, Laukamp); DC Bis CD 500 388 (Lindberg)
- Aus dem Nachlaß, CD Koch Schwann 310040 (Trio basso, Vol. I)
- Blue's blue. An ethnomusicological reconstruction for four players, Mauricio Kagel 2, Disques Montaigne, MO 782003
- Charakterstück for zither quartet, record set Zeitgenössische Musik in der Bundesrepublik Deutschland, 8. Kassette (1970-80) DMR 1022-24
- Con Voce, Salto 7688301
- "...den 24. xii. 1931", Mauricio Kagel 3, Disques Montaigne, MO 782009
- Der Eid des Hippokrates for piano for three hands, Alexandre Tharaud/Eric Le Sage, AEON AECD 0311
- Ensemble for voices, Cadenza/Bayer-Records CD CAD 800895 (Atelier Schola Cantorum 5)
- Episoden, Figuren, Solo for accordion, Dokumentation Wittener Tage für neue Kammermusik 1994, CD WD 05;Winter & Winter, 910 035-2 (Teodoro Anzellotti, acordeón)
- Exotica for extra-European instruments, DGG 2530251, re-issued: DGG 445 252-2; Ko 31 391-2 (Ensemble Modern)
- Études I-III for orchestra, Donaueschinger Musiktage '97, col legno (SWF-Sinfonieorchester, Michael Gielen)
- Finale with chamber orchestra, Collection Una Corda, Accord 201262 (Ensemble 2E2M, Paul Méfano); Mauricio Kagel 3, Disques Montaigne, MO 782009 (Ensemble Modern, Mauricio Kagel)
- Fürst Igor, Strawinsky for bass voice and instruments, record set Zeitgenössische Musik in der Bundesrepublik Deutschland, vol. 10 (1970-80) DMR 1028-30; Collection Una Corda, Accord 201262
- Hallelujah for 16 voices, DGG 643544; DGG 137010 (USA); Dokumentations-Kassette Deutscher Chorwettbewerb '82, Deutsche Harmonia Mundi 20015 (2001-6) (Schola Cantorum Stuttgart, Clytus Gottwald); Aterlier Schola Cantorum, vol. 2, Cadenza, CAD 800892 (Schola Cantorum, Clytus Gottwald)
- Heterophonie for 42 solo instruments, Wergo 60043, re-issued as WER 6645 2
- Improvisation Ajoutée. Music for organ, CBS/Odyssey 32160 158 (Tudor); Wergo 60033 (Zacher), re-issued as WER 6645 2
- Intermezzo for speaker and orchestra, Note CAD 800 901; Note CAD 800 895
- Klangwölfe for violin and piano, Violin Music Today, Camerata Tokyo 32 CM-112 ( Akiko Tsasumi, vl; Yuji Takahashi, piano); Mauricio Kagel 6, Disques Montaigne, MO 782043 (Saschko Gawriloff, vl.; Bruno Canino, piano)
- Les Idées fixes. Rondo for orchestra, Col legno 31826
- Liturgien, documentation 20 ans de musique contemporaine à Metz, CD col legno AU 31836
- Ludwig van. Homage by Beethoven, DGG 2530014; Alexandre Tharaud 'and friends', Aeon, AECD 0311
- Match for three players, DGG 2536018
- Metapiece (Mimetics) for piano, Calc LP 500 (Zalueta), Winter & Winter, 910 035-2 (Luk Vaes, piano)
- MM51. A piece of film music for piano, Winter & Winter, 910 035-2 (Luk Vaes, piano); Alexandre Tharaud, AEON, AECD 0311
- Morceau de Concours, for one trumpetter, Electrola EMI C063-28808
- Musi for plucking orchestra, Epochen der Zupfmusik Unisono UNS 22843
- Musik for Renaissance instruments, DGG 104 933, re-issued DGG 455 570-2
- Musik for keyboard intruments and orchestra, Col legno 31826
- Die Mutation for men's choir and obligatory piano, record set, Zeitgenössische Musik in der Bundesrepublik Deutschland, vol. 8 (1970-80) DMR 1022-24; Tel 0630 17694-2
- ...nach einer Lektüre von Orwell, Wer CD 6305-2
- Nah und Fern. Acoustic listening piece for bells and trumpets with background, Mauricio Kagel 7, Disques Montaigne, MO 789062
- Old/New. Study for Trumpet, Philipps Digital Classics, 446 065-2 (Håkan Hardenberger)
- Opus 1991. Concert piece for orchestra, Col legno 31826
- Pan for piccolo and string quartet, Mauricio Kagel 1, Disques Montaigne, MO 789004
- Pandorasbox (Bandoneonpiece), Calc LP 504, Orion Records ORS 77263 (James Nightingale, electric accordeon)
- Passé composé. Piano rhapsody, Winter & Winter, 910 035-2 (Luk Vaes, piano)
- Phantasie for organ with obligati, DGG 137003 and Calc LP 504
- Phantasiestück for flute and piano with accomapniment, Thorofon, Capella CTH 2094 (Ensemble Köln, Robert H. P. Platz); Mauricio Kagel 5, Disques Montaigne, MO 782017 (Govert Juriaanse, fl; Marja Bon, piano; Schönberg Ensemble; Reinbert de Leeuw)
- Phonophonie. Four Melodrames for two voices and other sound sources, Harmonia Mundi; Musik in Deutschland 1950-2000, Konzertmusik: Vokale Kammermusik, Sprachkomposition, RCA 74321 735332
- Playback Play. News from the Music Fair, Winter & Winter New Edition, 910 059-2
- Prima Vista for slide pictures and indeterminate sound sources, Thorofon, Capella MTH 224 (Klaus Hinrich Stahmer, Vlc.; Ekkehard Carbow, harpsichord)
- Quod libet for female voice and orchestra, documentation 20 ans de Muique contemporaine à Metz, Col Legno 31835
- Recitativarie for singing harpsichordist, record set Zeitgenössische Musik in der Bundesrepublik Deutschland, vol. 8 (1970-80) DMR 1022-24; Ric ST 4005-2
- Rrrrrrr...: 8 organ pieces, AULOS 3-1392-2 (LC 3476), 4 Organ pieces (transcibed for accordion by Teodoro Anzellotti), Winter & Winter, 910 035-2 (Teodor Anzellotti, accordion), transcription for piano for two and four hands, Alexandre Tharaud/Eric Le Sage, Aeon AECD 0311.
- Rrrrrrr...: 5 jazz pieces, Mauricio Kagel 2, Disques Montaigne, MO 782003
- Sankt-Bach-Passion, Mauricio Kagel 8, Disques Montaigne, MO 782044
- Der Schall for five players, DGG 2561039
- Schwarzes Madrigal for Voices and Instruments, Rundfunkjchor Berlin, Winter & Winter 910 090-2.
- Siegfriedp' for violoncello, record set Zeitgenössische Musik in der Bundesrepublik Deutschland, vol. 8 (1970-80) DMR 1022-24
- Sonant for guitar, harp, double bass and skin instruments, Harmonia Mundi; Offene Welt. Andere Welten. 50 Jahre Neue Musik in NRW, Koch/Schwann, 3-5037-1 (Ensemble Musique Vivante)
- Staatstheater. Theatrical composition, DGG 2707060; (end of the ensemble scene) EMI 1c195-29107/09
- String quartets, Nos. 1-3, Mauricio Kagel 1, Disques Montaigne, MO 789004
- Streichsextett, Disques Vega, Serie artistique C 30 A 278
- Die Stücke der Windrose ('Compass pieces') for Salon orchestra: Osten EMI Digital CDC 7 49983 2 (Salonorchester Cölln); Osten, Süden, Nordosten, Nordwesten, Südosten, Mauricio Kagel 5, Disques Montaigne, MO 782017
- Tactil for three, DGG 2430460, re-issued: DGG 445 252-2; Tub CTH 2026
- Tango alemán, Aris 883 663-907; Fifty Years Holland Festival, vol. 3 (Music by 20th Century International Composers), Castricum Globe, GLO 6903 (Kagel, Beths, Miki, de Leeuw)
- Transición I for electronic sounds, Philips 835485/86 AY, record set Zeitgenössische Musik in der Bundesrepublik Deutschland, vol. 3 (1950-60) DMR 1007-09
- Transición II for piano and percussion, Time Records, Series 2000 S/8001; DGG 2543001 (USA)
- Tremens, Cyb Und 4024 9726
- Der Tribun, Ko 31392-2; Wer CD 6305-2
- Trio in drei Sätzen for violin, violoncello and piano, Mauricio Kagel 6, Disques Montaigne, MO 782043 (Canino, Gawriloff, Palm); Tho CTH 2148 (Göbel-Trio Berlin); Schoenberg Ensemble, Winter & Winter 910 0902-2.
- Unguis incarnatus est for piano and Violoncello, DGG 2630562; Mauricio Kagel 6, Disques Montaigne, MO 782043; Alexandre Tharaud/Marc Marder, AEON, AECD 0311
- Unter Strom, DGG 2530460
- Variété, Mauricio Kagel 4, Disques Montaigne, MO 782013
- Vox Humana. Cantata for solo loudspeaker, female voices and orchestra, Collection Una Corda, Accord 201262
- Zehn Märsche, um den Sieg zu verfehlen, BVHAAST 8901 (Music Group "De Ereprijs"; nur Nr. 1, 3, 4, 7, 10!); AULOS 3-1392-2 (LC 3476)
- Zwei-Mann-Orchester, Schallplattendokumentation 75 Jahre Donaueschinger Musiktage, CD col legno WWE 31904 LC 7989
- Zwei Akte. Grand Duo for Saxophone and harp, Mauricio Kagel 2, Disques Montaigne, MO 782003